# Barbara (rose)
Dancing in the Dark
Pour les articles homonymes, voir Barbara (homonymie) et Dancing in the Dark.
Ne doit pas être confondu avec Barbara Rose.
La rose Barbara, également dénommée Hommage à Barbara en France, ou Dancing in the Dark aux États-Unis, est une variété de rose créée en l'honneur de l'artiste française Barbara en 1997.

## Description

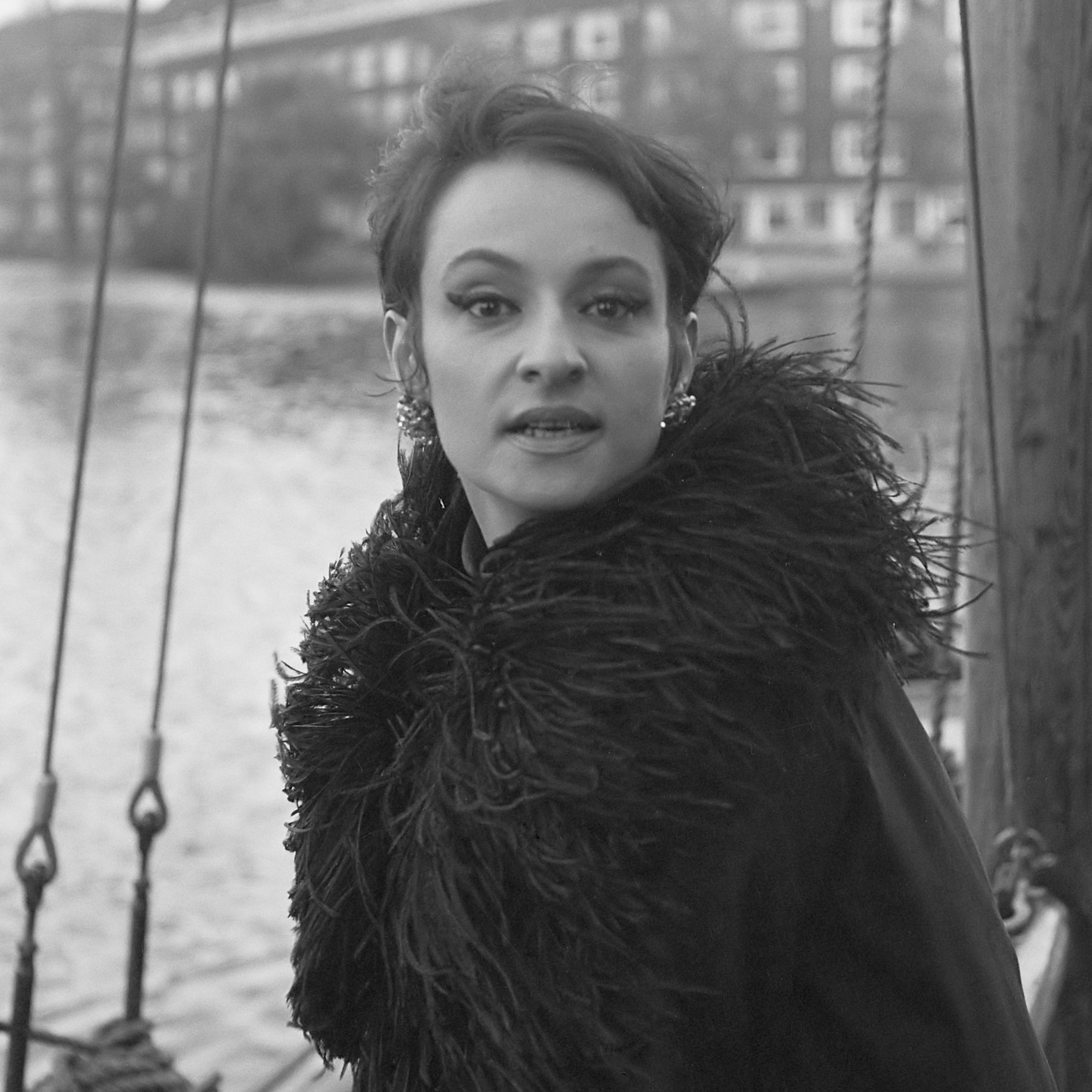
Barbara, inspiratrice de la rose.

La rose 'Barbara' est un cultivar de rosier, en hommage à l'artiste Barbara en 1997.
Elle est créée par le rosiériste français Georges Delbard.
Elle fait partie des cultivars de roses portant des noms de célébrités, notamment d'artistes féminines, comme le furent les roses Louise Catherine Breslau (1912) et Ingrid Bergman (1984), et le sera plus tard la rose Brigitte Bardot (France, 2001).
Elle est l'une des variétés remarquables de la roseraie du Val-de-Marne, où elle est l'objet d'une cérémonie de baptême horticole officiel en 2004. Située sur la commune de L'Haÿ-les-Roses, cette grande roseraie est à proximité du cimetière de Bagneux où est inhumée l'artiste.
La rose  'Barbara' est également connue aux États-Unis sous le nom anglophone de Dancing in the Dark.

## Les roses dans l'univers de Barbara
Barbara évoque les roses dans plusieurs éléments de son oeuvre, notamment dans ses albums Barbara chante Barbara (1964, également connu sous le surnom de L'Album à la rose) et La Fleur d'amour (1971), ou encore dans la chanson Regarde (1981), écrite pour François Mitterrand.